# Aurorakinasen
Aurorakinasen sind Enzyme aus der Familie der Serin/Threonin-Proteinkinasen. Sie spielen beim Zellwachstum eine wichtige Rolle. In der Onkologie sind die Aurorakinasen potentielle Targets für die Entwicklung neuer Arzneistoffe zur Therapie von Krebserkrankungen. Die für die Enzyme codierenden Gene werden zu den Onkogenen gerechnet.

## Funktion und Vorkommen beim Menschen
Im menschlichen Genom finden sich – wie bei allen Säugetieren – drei verschiedene Aurorakinasen. Alle drei Aurorakinasen sind an mehreren biologischen Zellprozessen beteiligt. Dazu gehören vor allem die Zellteilung (Zytokinese) und die Segregation der Chromosomen.

### Aurorakinase A
Das für die Aurorakinase A (auch Aurora-2 genannt) codierende AURKA-Gen befindet sich beim Menschen auf Chromosom 20 Genlocus q13. Das Genprodukt besteht aus 403 Aminosäuren.
Aurora A ist unmittelbar in Bildung der Mikrotubuli und die Stabilisierung der Spindelpole während der Chromosomensegregation  involviert. Folglich findet es sich innerhalb der Zellen am Zentrosom, wenn sich die Zelle in der Interphase des Zellzyklus befindet und im Fall der Mitose an den Spindelpolen. Auf Chromosom 1 des Menschen befindet sich ein Pseudogen von AURAKA und auf Chromosom 10 ein nicht prozessiertes Pseudogen.
Aurorakinase A ist in vielen humanen Mammakarzinomen überexprimiert.

### Aurorakinase B
Aurorakinase B (auch Aurora-1 genannt) wird vom AURKB-Gen codiert. Es befindet sich beim Menschen auf Chromosom 17 Genlocus p13.1. Das Genprodukt besteht aus 371 Aminosäuren. Es befindet sich in der Zelle bei den Mikrotubuli, speziell an den Kinetochor-Mikrotubuli. Am Kinetochor kontrolliert Aurora-B die richtige Mikrotubuli-Kinetochor Bindung. Bei unkorrekter Bindung wird durch Aurora-B Cdc80 phosphoryliert, dies führt dazu, dass die Mikrotubuli Bindung aufgehoben wird. Nur ein Amphitelisches Attachment, kann genügend Spannung aufbringen um eine stabile Bindung zu ermöglichen. Somit trägt Aurora-B zur Erfüllung des Spindel-Kontrollpunktes bei.

### Aurorakinase C
Aurorakinase C ist ein so genanntes Chromosomal-Passenger-Protein, das vom AURKC-Gen codiert wird. Dieses Gen befindet sich beim Menschen auf Chromosom 19 Genlocus q13.43. Das Genprodukt besteht aus 275 Aminosäuren und bildet mit Aurorakinase B sowie dem Inner Centromer Protein (INCEP) Komplexe. Aurorakinase C organisiert wahrscheinlich während der Mitose die Mikrotubuli. Wie die beiden anderen Aurorakinasen auch ist AURA bei einer Reihe von Tumorerkrankungen überexprimiert.

## Andere Organismen
Bei einfacheren Organismen wie beispielsweise Fröschen, Fruchtfliegen und Nematoden fehlt Aurorakinase C.

## Aurorakinasen als therapeutisches Target
Die drei humanen Aurorakinasen sind bei einer Vielzahl von Krebserkrankungen in den Tumorzellen überexprimiert. Sie sind deshalb für die Therapie maligner Tumoren ein aussichtsreiches Target. In den letzten Jahren wurde eine Reihe von Aurorakinase-Inhibitoren entwickelt, die sich derzeit (Stand November 2009) noch in der klinischen Erprobung (Phase I und II) befinden. Bisher ist noch kein Aurorakinase-Inhibitor als Arzneimittel zugelassen.

## Weiterführende Literatur

### Reviews
- X. Zhang: Aurora kinases. In: Current Biology 18, 2008, R146–R148. PMID 18302912
- J. Fu u. a.: Roles of Aurora kinases in mitosis and tumorigenesis. In: Mol Cancer Res 5, 2007, S. 1–10. PMID 17259342
- V. M. Bolanos-Garcia: Aurora kinases. In: Int J Biochem Cell Biol 37, 2005, S. 1572–1577. PMID 15896667
- P. Meraldi u. a.: Aurora kinases link chromosome segregation and cell division to cancer susceptibility. In: Curr Opin Genet Dev 14, 2004, S. 29–36. PMID 15108802

### Fachartikel im Open Access
- R. van Leuken u. a.: Polo-Like Kinase-1 Controls Aurora A Destruction by Activating APC/C-Cdh1. In: PLoS ONE 4, 2009, e5282. doi:10.1371/journal.pone.0005282
- P. A. Coelho u. a.: Dual Role of Topoisomerase II in Centromere Resolution and Aurora B Activity. In: PLoS Biol 6, 2008, e207. doi:10.1371/journal.pbio.0060207
- M. T. Parra u. a.: A Perikinetochoric Ring Defined by MCAK and Aurora-B as a Novel Centromere Domain. In: PLoS Genetics 2, 2006, e84. doi:10.1371/journal.pgen.0020084